# T48 (САУ)
T48 (англ. 57mm Gun Motor Carriage T48) — американская самоходная артиллерийская установка (САУ), класса противотанковых САУ, времён Второй мировой войны. 

## История
САУ была создана Абердинским полигоном в 1942 году на базе полугусеничного бронетранспортёра M3 по британскому заказу и предназначалась только для поставок по программе ленд-лиза.
С декабря 1942 года по май 1943 года фирмой Diamond T Motor Car Company было выпущено 962 САУ этого типа.
Ко времени начала производства T48 была сочтена Великобританией более не нужной, поэтому ей были отправлены лишь 30 из выпущенных САУ. Из остальных T48 одна САУ всё же была передана войскам США, но большая часть, 650 единиц, была направлена в СССР по ленд-лизу в 1943 и 1944 годах (241 и 409 соответственно), тогда как 281 машина была переделана в базовый бронетранспортёр. В РККА T48 получили обозначение СУ-57 и в 1943 — 1945 годах активно использовались в составе отдельных лёгких самоходно-артиллерийских бригад, а также бронеавтомобильных разведывательных рот и мотоциклетных батальонов. 15 САУ в годы Великой Отечественной войны было также передано польским формированиям Войска польского.

## В Советском Союзе
| Дата     | Поступило | Списано | Передано | Наличие |
| -------- | --------- | ------- | -------- | ------- |
| 1.1.1944 | 241       | —       | —        | 241     |
| 1.7.1944 | 223       | 4       | —        | 460     |
| 1.1.1945 | 186       | 107     | 15       | 539     |
| 1.6.1945 | —         | 101     | —        | 438     |

Из 438 машин, числящихся на 1 июня 1945 года, 271 были во фронтовых частях, 90 в военных округах и 77 на ремзаводах. Первые четыре боевые машины были безвозвратно потеряны в июне 1944 года. Из 107 машин, списанных к 1 января 1945 года, стоит исключить 15 установок, переданных Войску Польскому 10 марта 1944 года.

## Конструкция

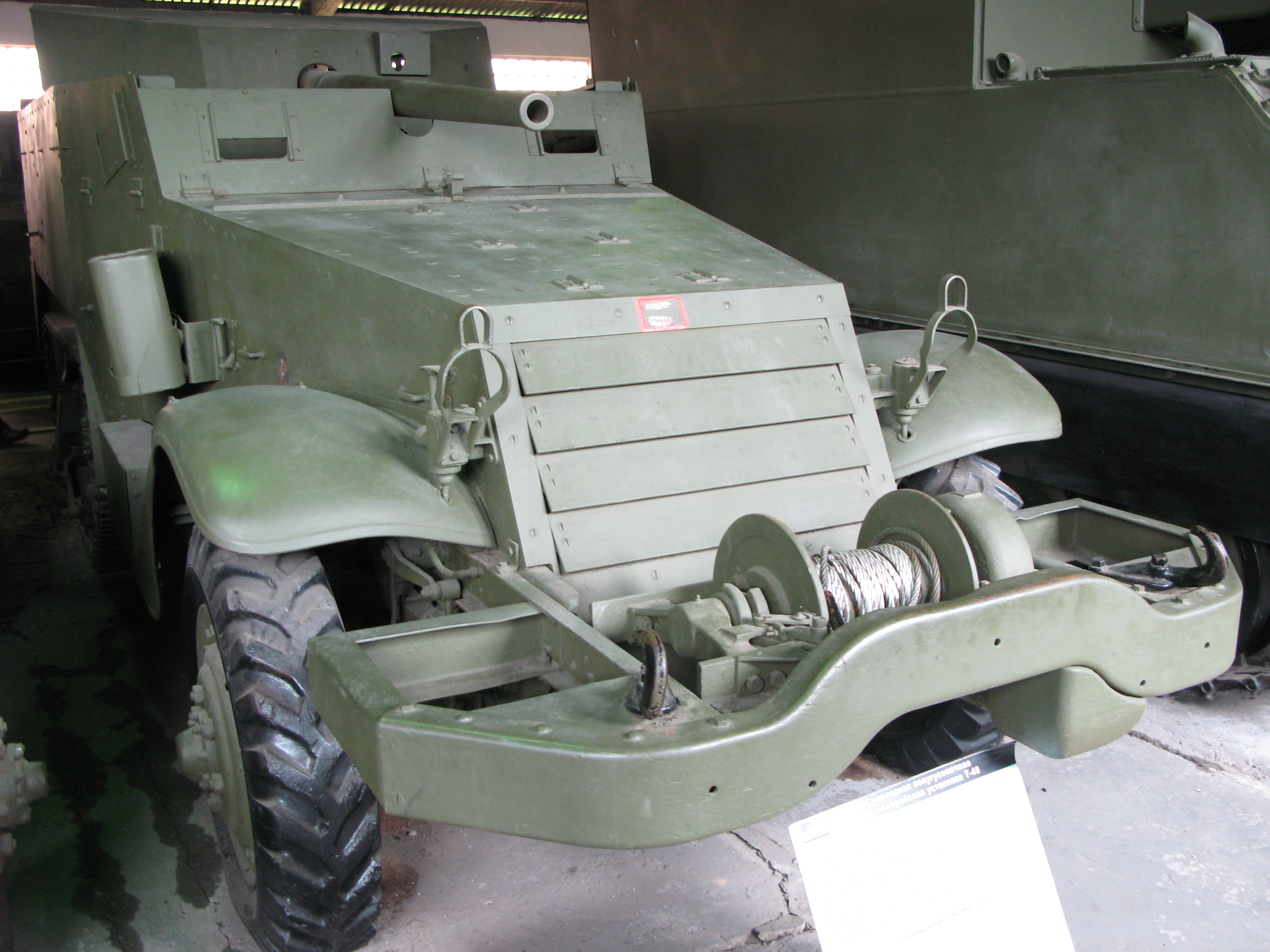
T48 в Центральном музее бронетанкового вооружения и техники в Кубинке

Броневой корпус
Двигатель и трансмиссия
Ходовая часть
Средства наблюдения и связи

### Вооружение
| Боеприпасы пушки M1                    |                      |                    |                    |                   |                     |                  |                       |
| Тип снаряда                            | Марка снаряда        | Длина выстрела, мм | Масса выстрела, кг | Масса снаряда, кг | Масса ВВ, г         | Марка взрывателя | Дульная скорость, м/с |
| Бронебойный остроголовый, трассирующий | AP-T M70 Shot        | н/д                | 5,86               | 2,85              | —                   | —                | 899                   |
| Бронебойный тупоголовый, трассирующий  | APC-T M86 Projectile | н/д                | 6,30               | 3,30              | 42 (пикрат аммония) | B.D. M72         | 823                   |

| Таблица бронепробития для M1 |     |     |      |      |
| Снаряд \ Расстояние, м | 457 | 914 | 1372 | 1828 |
| Гомогенная сталь, мм, угол встречи 60° |     |     |      |      |
| M86 Projectile | 81  | 74  | 63   | 56   |
| Поверхностно закалённая сталь, мм, угол встречи 60° |     |     |      |      |
| M86 Projectile | 76  | 74  | 68   | 63   |
| Бронепробиваемость приводится по принятой в США методике измерения пробивной способности. Следует помнить, что в разное время и в разных странах использовались различные методики определения бронепробиваемости. Как следствие, прямое сравнение с аналогичными данными других орудий часто оказывается невозможным. |     |     |      |      |

## Боевое применение
Красная армия использовала T48 главным образом в операции «Багратион». 16-я танковая бригада использовала Т48 в 1943 году во время Битвы за Днепр, а также вместе с 19-й бригадой в боях на Сандомирском плацдарме в августе 1944 года. 
Т48 также использовались в 22-й самоходно-артиллерийской бригаде. Некоторые из этих подразделений также принимали участие в наступлениях на Берлин и Прагу. Войско польское использовало танки T48 в боях на территории нацистской Германии и Польши. 
В составе самоходно-артиллерийской бригады в среднем было 60 единиц Т48. Во время атаки САУ использовались для обеспечения мобильной огневой поддержки, размещаясь позади пехоты, обычно в окопе за гребнем или холмом для ведения огня по широкому фронту, используя преимущества высокой дальности 57-мм орудия.